# 6 Dywizja Piechoty (USA)
6 Dywizja Piechoty – amerykańska dywizja piechoty; walczyła w obu wojnach światowych.

## Historia
Sformowana po raz pierwszy w listopadzie 1917, została wysłana do Europy w czerwcu 1918. W walkach I wojny światowej straciła 38 zabitych i 348 rannych. Rozwiązana w czerwcu 1919.
Sformowana ponownie 12 października 1939 w trakcie ekspansji armii amerykańskiej w przededniu przystąpienia Stanów Zjednoczonych do II wojny światowej. Walczyła w obszarze Pacyfiku przeciwko Japonii. Pierwsze boje dywizji miały miejsce na Nowej Gwinei w czerwcu 1944. Dywizja walczyła ne tej wyspie do końca 1944, następnie w 1945 wzięła udział w walkach na Luzonie.
W pierwszych latach powojennych dywizja była jednostką okupacyjną w Korei. Tam została rozwiązana w styczniu 1949.
W latach 1950–1956 funkcjonowała jako jednostka szkoleniowa. Sformowana ponownie na krótki okres w latach 1967–1968.
Ponownie utworzona w latach 1986–1994 jako dywizja lekka. Stacjonowała w stanie Alaska.

## Linki zewnętrzne

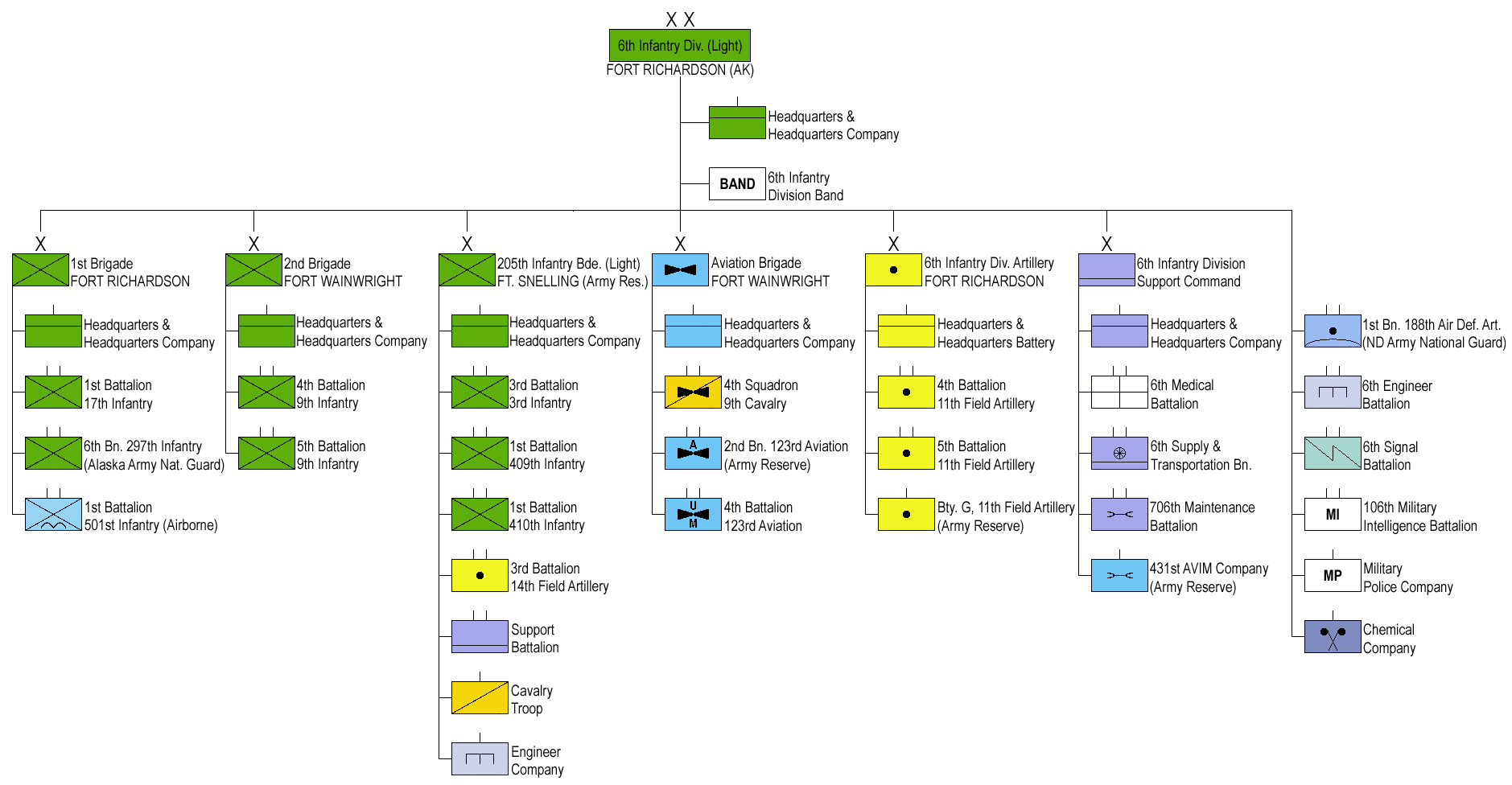
Struktura dywizji 1989